# Giovanni Sardi
Giovanni Sardi (Venezia, 6 settembre 1863 – Mogliano Veneto, 26 giugno 1913) è stato un architetto italiano.
Tra i più dotati architetti della seconda generazione medievalista insieme a Giovanni Sicher, Ernesto Corti e Antonio Pedrazzoli, progettò grandi edifici in stile gotico-monumentale, anche con citazioni dello stile veneto-bizantino tipiche dell'eclettismo. La sua opera più nota è l'Hotel Excelsior, in stile neomoresco, al Lido di Venezia.

## Biografia
Nato da una modesta famiglia di costruttori, nel 1879 entra all'Accademia di belle arti di Venezia, dove ha tra i suoi docenti l'architetto Giacomo Franco, titolare della cattedra di architettura, geometria e prospettiva. Durante i tre anni di studi all'Istituto di belle arti, si distingue per il suo forte atteggiamento verso la progettazione architettonica che gli vale il prestigioso Premio Tomaso Caronini nel 1881. A 19 anni si laurea maestro di progettazione architettonica e maestro di disegno per scuole tecniche e ordinarie.

Inizia la sua carriera professionale nello studio dell'ingegnere Giovanni Antonio Romano, dove si dedica principalmente al (mai realizzato) progetto della ferrovia Adriatico-Tiberina e disegna importanti opere monumentali. Per rispondere alle esigenze economiche della famiglia, dopo aver sposato Anna Potz nel 1887, con la quale ebbe tre figli, fu costretto ad accettare l'incarico di assistente alla costruzione della Congregazione della Carità, dove rimase dal 1892 al 1897.

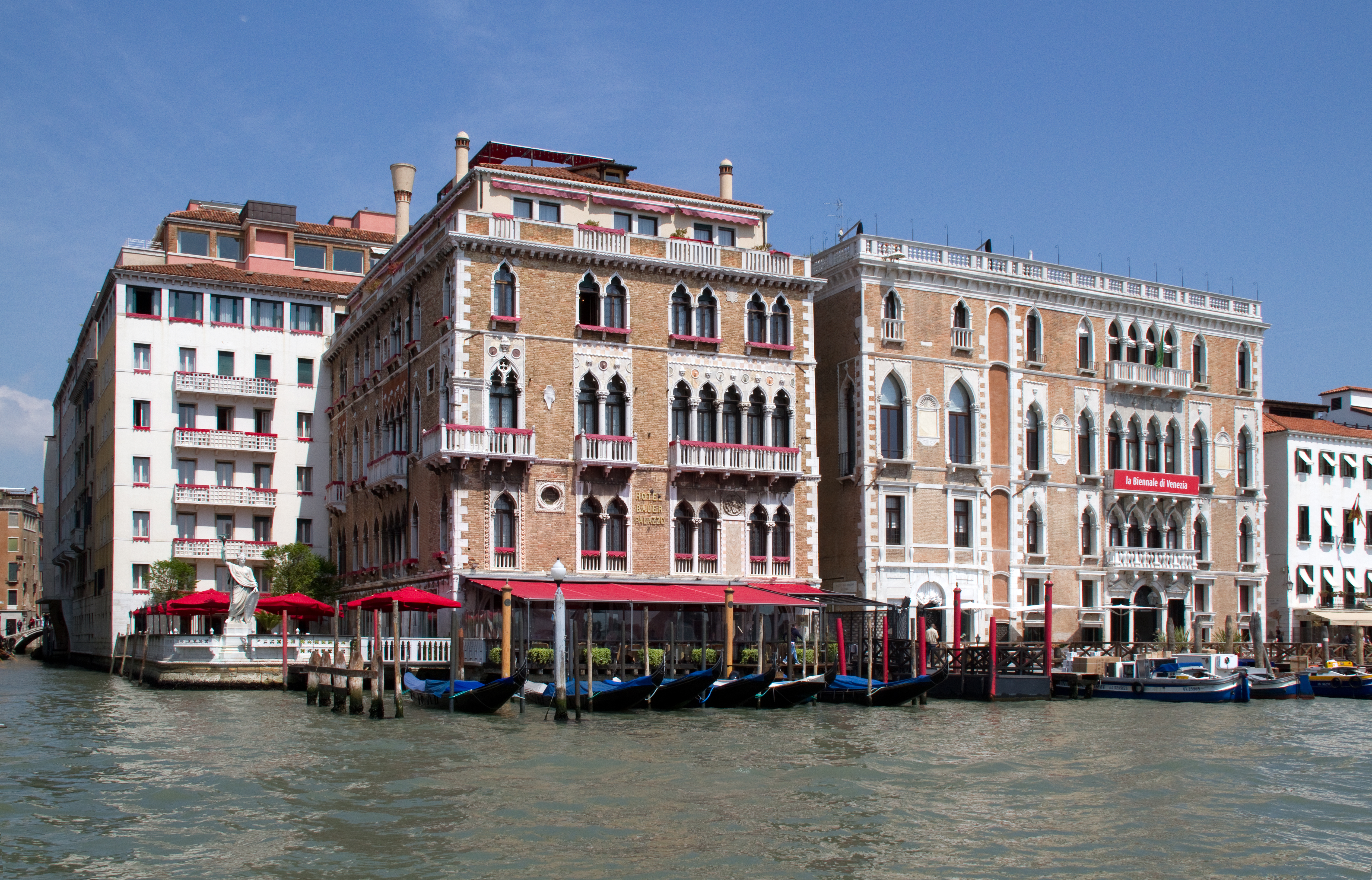
Hotel Bauer-Grünwald sul Canal Grande

L'incarico professionale più importante di questo periodo gli venne affidato nel 1898 da Julius Grünwald, che gli commissionò la costruzione dell'hotel Bauer-Grünwald di Venezia, unendo le sue due proprietà a San Moisé, una delle quali era già utilizzata come albergo. Il palazzo costruito da Sardi, inaugurato nel 1901, suscitò subito una generale ammirazione per la saggezza con cui riuscì a far rivivere il tradizionale spirito architettonico gotico-veneziano. Altri prestigiosi lavori seguiranno a Venezia e sulla terraferma.
Oltre all'edilizia civile, Sardi progettò a Mestre una fabbrica per la produzione di scope di sorgo di proprietà di Hermann Krull. Partecipò inoltre a importanti concorsi banditi a Venezia, tra cui il nuovo mercato coperto di Rialto (1901), un nuovo albergo in riva degli Schiavoni tra l'hotel Danieli e il Palazzo delle prigioni di Venezia (1906), il nuovo quartiere operaio a Sant'Elena, in collaborazione con il cugino Giuseppe Sardi, Attilio e Cadel Prudente Padoa.
Oltre all'attività di progettista, Sardi si dedicò con passione anche alla difesa del patrimonio artistico veneziano e nel 1904 accettò l'incarico affidatogli dal vescovo Francesco Paganuzzi di restaurare la monumentale chiesa di Santo Stefano.
In numerose conferenze tenute all'Ateneo Veneto ed articoli sui giornali dell'epoca, commentò i grandi eventi nel campo dell'architettura del suo tempo, che vanno dal completamento della facciata della chiesa della Pietà nel 1902 alle riflessioni polemiche sulla ricostruzione del campanile di San Marco, crollato il 14 luglio 1902.
Docente all'Accademia di Belle Arti di Venezia, Sardi fu membro del Consiglio Accademico, presidente della Scuola Tecnica aggregata alla Società di M.S., rieletta nel 1889 da scultori e scalpellini.
Membro della Commissione comunale d'ornato, Sardi fu anche membro dell'Ateneo Veneto, dell'Istituto di Scienze, Lettere e Arti del Veneto, della Società per le Arti Edili e sostenne la creazione della Federazione Regionale degli Architetti Veneziani di cui fu Presidente. La professionalità raggiunta in questi anni gli valse il titolo di Cavaliere Italiano della Corona conferito nel 1908. 
Negli ultimi anni di vita si trasferì a Mogliano Veneto, dove venne eletto consigliere comunale e proseguì la sua attività professionale. 
Morì inaspettatamente il 26 giugno 1913, avvelenato da un'uricemia.

## Opere
Progetti principali
- Hotel Bauer-Grünwald, Venezia

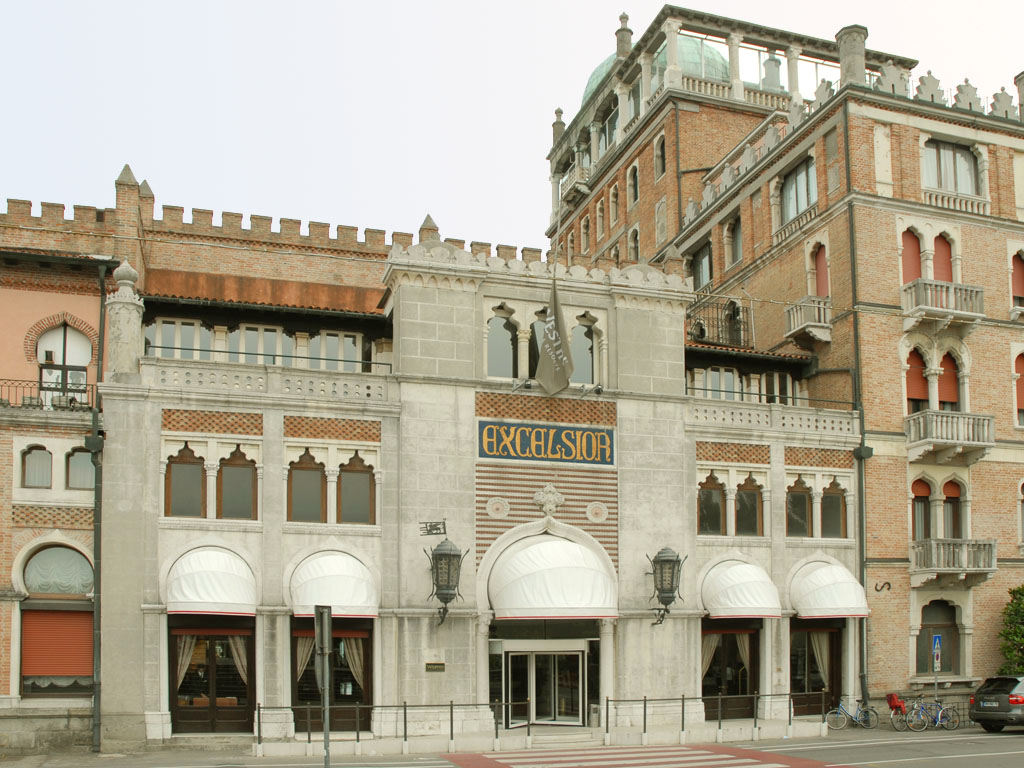
L'Hotel Excelsior al Lido di Venezia

- Palazzo del conte Costantino Nigra, ambasciatore italiano a Vienna, situato all'imboccatura del Rio Marin sul Canal Grande (circa 1904);
- Restauro dell'edificio dell'ingegnere Beppe Ravà a San Silvestro, affacciato sul Canal Grande(1906);
- Villa Delord a Casella (Asolo) creata per il comandante Oliviero Rinaldi che la donò alla figlia in occasione del suo matrimonio con Arturo Delord (1906);
- Hotel Excelsior al Lido di Venezia (1908);
- Ca' del Mistro (ora distrutta) a Rio Terà Sabbioni, vicino alla stazione ferroviaria di Venezia (1906);
- Palazzo dei Scarpe alle Zattere (1907);
- Ca' Baschiera a Rio Terà Sant'Agnese (circa 1910);
- al Lido : le ville Papadopoli alle Quattro Fontane (1907-1908), Villa Fanna (1910-1911), e Villa Venuti (1911-12);
- Villa estiva di Alessandro Boato a Mirano (1912-13);
- Scuola comunale di Ceggia;
- Chalet Guillon Mangilli a Cornuda;
- Casa privata Guetta a Santa Maria della Rovere.